# Major League Rugby 2019
La Major League Rugby 2019 fue la segunda edición del torneo profesional estadounidense de rugby.
A diferencia de la edición del año anterior, en esta temporada se incorporan dos nuevos participantes Rugby United New York y los canadienses de Toronto Arrows, con esto la MLR sigue con el ejemplo de las otras ligas profesionales de Estados Unidos (NHL, MLS, MLB, NBA) de incorporar equipos de Canadá.

## Clasificación
- 4 puntos por ganar.
- 2 puntos por empatar.
- 1 punto bonus por perder por siete puntos o menos.
- 1 punto bonus por anotar cuatro o más tries en un partido.

| Pos. | Equipo                | PJ | Gan | Emp | Per | PaF | PeC | Dif  | BO | BD | Pts |
| ---- | --------------------- | -- | --- | --- | --- | --- | --- | ---- | -- | -- | --- |
| 1    | San Diego Legion      | 16 | 12  | 1   | 3   | 457 | 296 | +161 | 8  | 3  | 61  |
| 2    | Seattle Seawolves     | 16 | 11  | 1   | 4   | 498 | 407 | +91  | 10 | 2  | 58  |
| 3    | Toronto Arrows        | 16 | 11  | 0   | 5   | 472 | 362 | +110 | 9  | 4  | 57  |
| 4    | Rugby United New York | 16 | 11  | 0   | 5   | 411 | 320 | +91  | 7  | 3  | 54  |
| 5    | New Orleans Gold      | 16 | 9   | 0   | 7   | 463 | 403 | +60  | 11 | 6  | 53  |
| 6    | Glendale Raptors      | 16 | 7   | 2   | 7   | 456 | 463 | −7   | 10 | 1  | 43  |
| 7    | Houston SaberCats     | 16 | 6   | 0   | 10  | 345 | 496 | −151 | 5  | 1  | 30  |
| 8    | Utah Warriors         | 16 | 2   | 2   | 12  | 381 | 517 | −136 | 4  | 5  | 21  |
| 9    | Austin Elite          | 16 | 0   | 0   | 16  | 263 | 482 | −219 | 2  | 3  | 5   |

## Fase final

### Semifinales
| 9 de junio de 2019 | San Diego Legion | 24 - 22 | Rugby United New York | Torero Stadium, California, |  |

| 9 de junio de 2019 | Seattle Seawolves | 30 - 17 | Toronto Arrows | Starfire Sports, Tukwila (Washington), |  |

### Final
| 16 de junio de 2019 | San Diego Legion | 23 - 26 | Seattle Seawolves | Torero Stadium, California, |  |

| Bandera de Estados Unidos |
| Campeón Seattle Seawolves |
| Segundo título            |